# La Belle-Iloise
La Belle-Iloise est une entreprise française fondée en 1932, spécialisée dans la conserverie de produits de la mer.
Son siège social est situé à Quiberon, dans le département du Morbihan en Bretagne.

## Historique

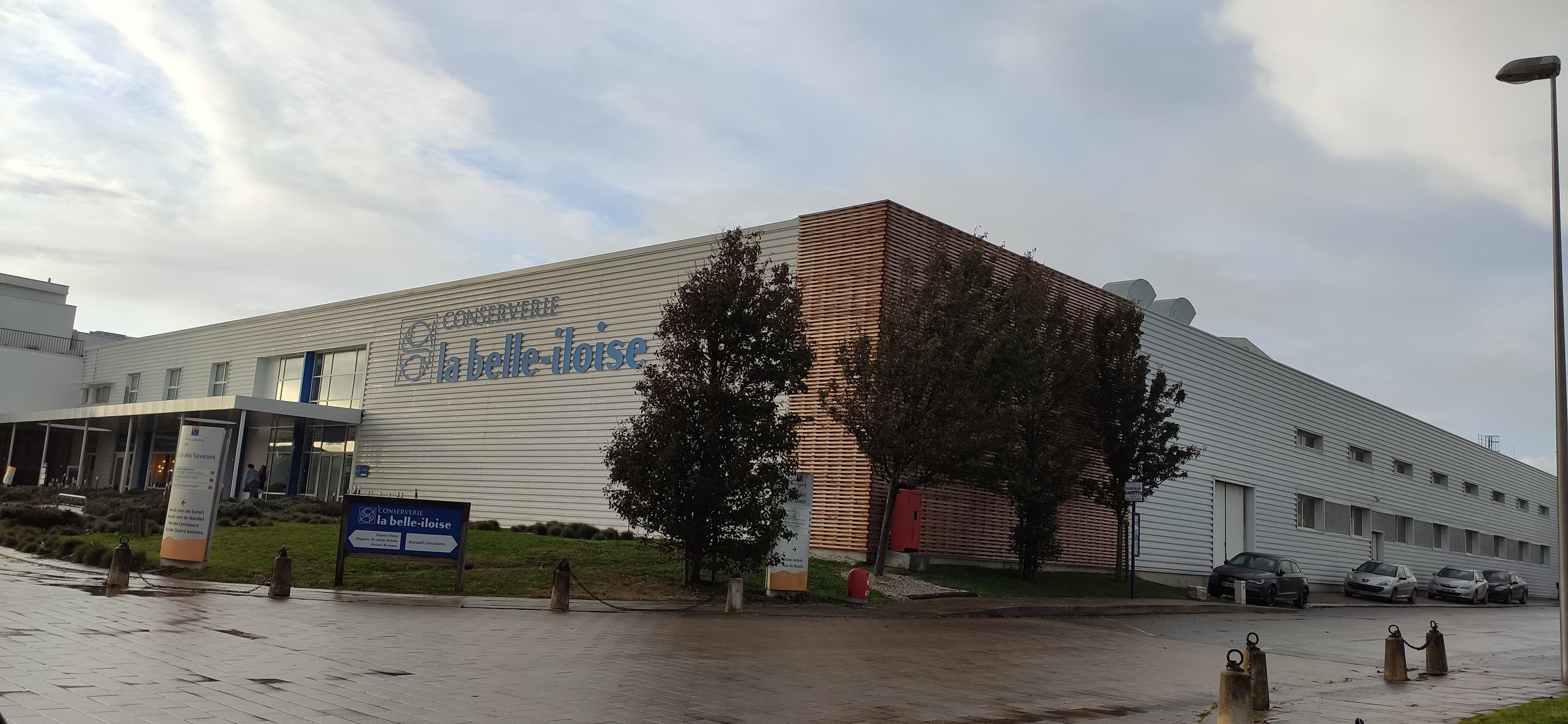
La conserverie de Quiberon.

L'entreprise est créée en 1932 à Quiberon par Georges Hilliet. Issu d'une famille de pêcheurs à la chaloupe, il avait pour père Adrien qui avait ouvert un magasin de marée, afin d'écouler le poisson recueilli par un bateau, la Speranza. Au magasin, Georges ajoute une conserverie en 1932.
Georges Hilliet commence son affaire avec les conserves de sardines. Il lance ensuite la crème de sardine au whisky, puis les conserves de thon et de maquereau, les soupes, et les rouilles.
En 1967, la première boutique destinée à la vente directe ouvre ses portes à Quiberon.
En 1982, l'entreprise lance une activité de vente à distance.
Bernard Hilliet prend la direction de l'entreprise en 1996. Il lance la vente en magasin libre-service avec le même mobilier dans tous les magasins.
Le site Internet de la marque est mis en ligne en 2007.
En 2011, Caroline Le Branchu-Hilliet prend la direction de l'entreprise en succédant à son père.
En 2013 puis en 2014, la marque ouvre deux boutiques hors littoral à Paris puis à Lyon. Les ouvertures de boutiques se poursuivent ensuite dans d'autres grandes villes.
En janvier 2023, La Belle-Iloise rachète La Quiberonnaise, une autre conserverie historiquement implantée à Quiberon. Il s'agit de la première acquisition de son histoire.

## Organisation
Le siège social de l'entreprise est situé à Quiberon, dans le département du Morbihan en Bretagne.
La société a eu jusqu'à 14 usines de conserves. Elle a ensuite concentré sa production sur 2 usine, La Quiberonnaise et La Belle-Iloise. Les sardines y sont, dans l'ordre, éviscérées, étêtées, rincées, séchées, puis frites, puis mises en boîte.
Un centre de logistique de 5 000 m2 est installé à Saint-Avé (Morbihan) dans des locaux ayant appartenu à l'entreprise de conserverie Saupiquet.
La société vend dans 90 magasins propres réparties sur le littoral français ainsi qu'à Lyon, Nantes, Paris et Lille, et utilise 600 revendeurs, dont 150 hors de France. Le catalogue comprend 170 références,.

## Prix et distinctions
2024: Lauréat du concours Alim'Acteurs - Association Bretonne des Entreprises Agroalimentaires (ABEA)

## Sponsoring et mécénat
En janvier 2021, La Belle-Iloise devient partenaire de la compagnie maritime Iliens, fondée par le skipper Léon Passuello, qui porte le projet de première navette décarbonée reliant Quiberon et Le Palais. En contrepartie d'un soutien financier, l'entreprise bénéficiera d’une visibilité sur le bateau,.